# 皆生
皆生（かいけ）は、鳥取県米子市の大字名。郵便番号は683-0003。1丁目から6丁目まである。皆生温泉（かいけおんせん）の郵便番号は683-0001で、1丁目から4丁目まである。皆生新田（かいけしんでん）の郵便番号は683-0002で、1丁目から3丁目まである。

## 歴史

### 沿革
八幡の新兵衛が天正年間、新田を開発する。海池と書いて、「かいけ」と読んでいたが、今の皆生の字に決まったのは1867年のことである。産土神は車尾村の貴布禰大明神。
1871年に鳥取県、1876年に島根県、1881年に再び鳥取県に所属する。1889年、福生村の大字となる。1900年、福生村上福原の漁師、山川忠五郎らが、海岸の浅瀬で湧きだしていた温泉を発見する。皆生温泉土地社長の有本松太郎の努力によって皆生温泉の基礎が築かれる。
1938年から米子市の大字。

### 地名の由来
海池は海部の書き誤りで「かいふ」であるとか、それだから皆生と書くようになったという説、アイヌ語のカイぺ（磯辺に折れる白波）に始まるという説がある。

## 人口
『伯耆志』によれば、70戸、300人。2019年7月31日現在の世帯数・人口は皆生1丁目74世帯・178人、皆生2丁目42世帯・49人、皆生3丁目342世帯・806人、皆生4丁目161世帯・358人、皆生5丁目638世帯・1348人、皆生6丁目189世帯・392人。
皆生新田1丁目185世帯・312人。皆生新田2丁目393世帯・748人。皆生新田3丁目382世帯・845人。
皆生温泉1丁目353世帯・678人。皆生温泉2丁目395世帯・777人。皆生温泉3丁目112世帯・167人。皆生温泉4丁目381世帯・572人。

## 経済

### 産業

#### 店舗・企業
皆生
- 八幡醤油店（1丁目）
- 天下一品 米子店（4丁目）
- 八剣伝 皆生店（4丁目）
- BOOKOFF 皆生店（4丁目）
- シューズ愛ランド 米子皆生店（4丁目）
- ファミリーマート 米子皆生五丁目店
- 釣具のポイント 米子皆生店（5丁目）
- メナード化粧品米子販社（6丁目）
- ケンタッキーフライドチキン 米子皆生店（6丁目）

皆生温泉
- 皆生温泉観光（1丁目）
- 山川総合不動産（1丁目）[6]
- まるごう 皆生店（2丁目）
- ファミリーマート 皆生温泉入口店（2丁目）
- 米子皆生郵便局（4丁目）

皆生新田
- ソフトバンク 米子皆生（1丁目）
- ローソン 皆生労災前店（2丁目）
- 宝製菓 米子営業所（3丁目）

かつて存在した企業
- 合資会社静養館 - 目的は旅館及び料理屋営業[7]。設立の年は1928年[7]。代表社員は菊地啓次郎[7]。

## 地域

### 教育
- 米子市立福生東小学校（皆生5丁目）

### 健康
- 皆生温泉病院（皆生新田3丁目）
- 山陰労災病院（皆生新田1丁目）

### 施設
宗教
- 皆生温泉神社（皆生温泉3丁目）

## 出身・ゆかりのある人物
- 嗒然（僧侶、画家） - 皆生の漁家の生まれで、本姓は八幡[8]。
- 伊木隆司（公認会計士、税理士、米子市長）
- 内田保秀（米吾代表取締役） - 皆生温泉にかつて存在した旅館「うらく荘」代表取締役でもある。
- 菊地吉兵衛（鳥取県多額納税者、合資会社静養館無限責任社員、皆生温泉土地監査役）
- 柳谷保一（鳥取県議会議員、米子市議会議員、米子自動車学校理事長）
- 柳谷中（鳥取県議会議員、米子自動車学校理事長）
- 八原博通（第32軍高級参謀、陸軍大佐）
- 山川智帆（鳥取県議会議員）[9]